# MARIA (ELEKITER ROUND 0のアルバム)
『MARIA』（マリア）は、ELEKITER ROUND 0の2枚目のミニアルバム。2012年2月3日にマリン・エンタテインメントから発売された。

## 概要
初回限定盤、通常盤ともにボーナストラックとして各曲のソロバージョンを収録。
初回限定盤にはPVとメイキング映像を収録したDVDが同梱されている。

## 収録曲
1. MARIA [5:56]
作詞：立花慎之介、作曲：JUN2　編曲：JUN2、磯江俊道
  - PVには「DABA（正確にはDは反転している）」の他のメンバーである小野大輔、近藤孝行、菅沼久義、福山潤、間島淳司も出演している。
2. 小動物的反動形成 [3:35]
作詞：立花慎之介、作曲・編曲：黒川陽介
3. LoVe season [4:19]
作詞：日野聡、作曲・編曲：大山曜
4. 「φ」の地平から [5:01]
作詞：江幡育子　作曲：MariC　編曲：磯江俊道

DVD
- 初回限定盤のみに同梱。

1. MARIA（PV、メイキング）